# Laseczno
Laseczno – wieś w Polsce, położona w województwie warmińsko-mazurskim, w powiecie iławskim, w gminie Iława.
| SIMC    | Nazwa         | Rodzaj    |
| ------- | ------------- | --------- |
| 0475312 | Laseczno Małe | część wsi |

W latach 1954–1959 wieś należała i była siedzibą władz gromady Laseczno, po jej zniesieniu w gromadzie Ząbrowo. W latach 1975–1998 miejscowość administracyjnie należała do województwa olsztyńskiego.
Kościół z 1754 o prostym kształcie, wewnątrz XVIII w. empory i ambona.